# Вакхілід
Вакхілід (грец. Βακχυλίδης) (близько 508 до н. е. — близько 450 до н. е.) — давньогрецький ліричний поет, молодший сучасник Піндара, представник урочистої хорової лірики.

## Життя
Вакхілід народився в місті Іулії на острові Кеос, поблизу від Аттики. Дата народження вираховується непевно, на основі згадки Євсевія, що розквіт поета (див. акме) припав на 468 до н. е. Батька звали Мейдон, а мати була сестрою відомого поета Сімоніда, який, імовірно, навчив його правилам складання хорових пісень і допомагав одержувати замовлення.
Вакхілід деякий час жив разом з Піндаром та Сімонідом у сицилійського тирана Гієрона I. Творив у різноманітних жанрах хорової лірики. Писав для фессалійських, македонських, афінських та сицилійських аристократів. З фрагментів видно, що Вакхілід як поет нерідко був суперником Піндара. Обидва поети створювали пісні на честь членів одних родів, і тричі прославляли в одах одну перемогу на іграх.
Наприкінці життя Вакхіліда засудили до вигнання, і він перебрався на Пелопоннес. Остання з відомих нам його пісень датується 452 до н. е.

## Творчість
Вакхілід працював у багатьох жанрах хорової лірики, але збережені під його іменем епіграми часто не є справжніми. До відкриття в 1897 році єгипетського папірусу, з якого стали відомі його 6 дифірамбів та 15 епінікій, його творчість була відома лише за декількома фрагментами застільної та любовної поезії, процитованими пізнішими авторами (Діонісій Галікарнаський, Страбон, Плутарх, Стобей, Атеней, Авл Гелій, Зенобій, Климент Александрійський та інші). Згодом були зроблені й інші, менш значні, знахідки.
В елліністичний період творчість Вакхіліда була розділена на 9 книг відповідно до жанрів: 1) гімни; 2) пеани; 3) дифірамби (збереглися 6 з них); 4) просодії (пісні для процесій); 5) парфенії (пісні для хорів дівчин); 6) гіпорхемати (танцювальні пісні); 7) енкомії (хвалебні пісні) або сколії (застільні пісн); 8) епінікії (пісні на честь спортивних перемог; 14 збереглися); 9) еротики (любовні пісні). За рахунок знахідок папірусів  сьогодні найкраще відомі епінікії й дифірамби.
Епінікії Вакхіліда хоча й побудовані за тими самими правилами, що й оди Піндара, відрізняються від останніх як своїм духом, так і  стилем. Їм не притаманний непохитний аристократизм і не властиві пишність, метафоричність і оригінальність поетики його старшого сучасника. Вакхілід женеться за деталями, за старанністю обробки, він пише зрозуміліше і простіше Піндара. Пишний стиль, властивій хоровій ліриці, створюється Вакхілідом за рахунок накопичення епітетів навколо одного іменника. Він охоче вживає складні прикметники, багато з них є неологізмами. Вакхілід вихваляє адресатів своїх пісень і нагороджує їх вишуканими компліментами. Прекрасні і поетичні оповідальні частини його творів, де представлені сцени з життя богів і героїв, повні драматичної напруги, навіть пафосу. Жанр епінікія з розвитком демократії і з ослабленням аристократичного культу Аполлона згодом занепав. В області епінікій головний успіх Вакхіліда — замовлення оспівати перемогу колісниці Гієрона I на Олімпійських іграх 468 до н. е., де автор зумів делікатно обійти його слабкості.
Значно більший літературний інтерес становлять для дифірамби Вакхіліда, що лірично розробляють окремі епізоди міфа в баладному стилі. Вакхілід використовував маловідомі версії міфів, часто звертався до аттичної традиції. Важливе місце посідають серед них ті, що присвячені афінському міфічному героєві Тесею. Один із них «Тесей» (Theseus), що має форму діалогу між царем Афін Егеєм і хором, оспівує подвиг сина Посейдона, який кинувся у безодню моря, щоб принести звідти перстень царя Міноса, і переміг стихію. Мабуть, це поетичний відгук на морську могутність тогочасних Афін. У дифірамбі вбачають стадію переходу від хорової пісні до драми. На походження трагедії від дифірамба вказує Арістотель.
З інших творів і уривків Вакхіліда заслуговує на увагу сколіон, написаний для царя Македонії, де чудово передано атмосферу бенкету і легкого сп'яніння вином.

## Спадок
В Олександрії Вакхілід був прилічений до канону 9 ліриків (Алкман, Сапфо, Алкей, Стесіхор, Анакреонт, Сімонід та Піндар), а його твори зібрані і видані (II ст. до н. е.). Були написані також коментарі до його пісень. Відгомони його творчості знаходяться у Теокріта. У пізніші епохи в поезії Вакхідліда шукали не стільки поетичних висот, скільки міфологічних, географічних та ін. відомостей. У Римі найбільше ним цікавився Горацій. Древні теоретики літератури були про нього невисокої думки. Однак, його довго читали, тому що він був досить легким поетом. Його творчість знав ще Юліан Відступник, потім його добутки надовго зникли. У 1896 році Британський музей купив 2 знайдених у Єгипті папірусних сувоя, що містять епінікії та дифірамби Вакхіліда. У XX ст. знайдено нові, проте незначні, фрагменти папірусів.